# پاته

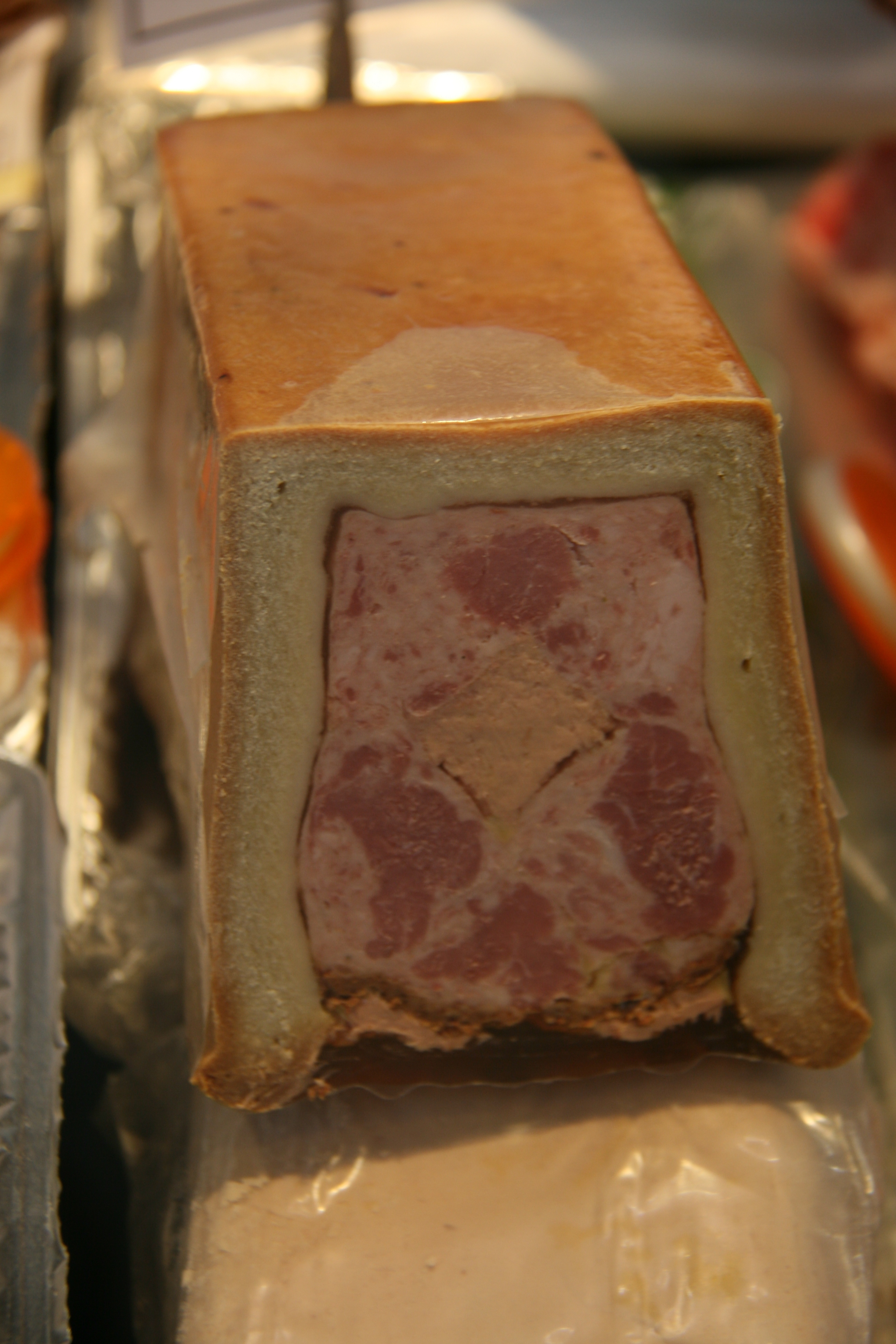
پاته

پاته (به فرانسوی: pâté) [تلفظ انگلیسی patei] نوعی غذا است که از قرار دادن گوشت، ماهی، سبزیجات، میوه و مانند آن‌ها در داخل خمیر پای و پخت آن در داخل فر درست می‌شود. پاته یا [پاتی patei] هم به‌طور گرم و هم به‌صورت سرد سِرو می‌شود. پاته به‌خصوص اشاره به «پای»ی دارد که در درون آن گوشت قرار دارد. در داخل قالب انواع خمیر، مانند خمیر هزارلا پهن شده و مواد غذایی در درون آن فشرده شده و پخت می‌شود.